# Les Zévadés de l'espace
Pour plus de détails, voir Fiche technique et Distribution.
Les Zévadés de l'espace (Escape from Planet Earth), ou Fuyons la planète Terre au Québec, est un film d'animation américano-canadien réalisé par Cal Brunker, sorti en 2013.

## Synopsis
Scorch Supernova, explorateur spatial originaire de la planète Baab, voit ses exploits retransmis dans toute la galaxie. Avec l'aide de son frère Gary, génie travaillant comme chef de mission à la BASA, il est devenu une légende. Lorsque Lena, directrice de la BASA, intercepte un signal de détresse provenant de la Planète Sombre, connue pour sa dangerosité, Scorch refuse de laisser passer ce qui pourrait être le plus grand exploit de la carrière : une mission de sauvetage sur la planète la plus périlleuse de l'univers.

## Fiche technique
- Titre : Les Zévadés de l'espace
- Titre original : Escape from Planet Earth
- Réalisation : Cal Brunker
- Scénario : Bob Barlen et Cal Brunker
- Musique : Aaron Zigman
- Montage : Matt Landon
- Production : Luke Carroll
- Sociétés de production : Blue Yonder Films, GRF Productions, Jon Shestack Productions, Protocol Pictures et Rainmaker Entertainment
- Sociétés de distribution : The Weinstein Company (États-Unis) ; Rainmaker Entertainment (Grande-Bretagne)
- Budget : 40 000 000 $
- Durée : 89 minutes
- Pays d'origine :  Canada,  États-Unis
- Langue originale : anglais
- Format : couleurs - 2,35:1 - Dolby Digital
- Genre : animation, science-fiction
- Dates de sortie :
  - États-Unis et Canada : 15 février 2013
  - Russie : 28 février 2013
  - Australie : 28 mars 2013
  - France : 7 mai 2014

## Distribution

### Voix originales
- Rob Corddry : Gary Supernova
- Brendan Fraser : Scorch Supernova
- Sarah Jessica Parker : Kira Supernova
- Jessica Alba : Lena
- William Shatner : General Shanker
- Joshua Rush : Le jeune Shanker
- Craig Robinson : Doc
- George Lopez : Thurman
- Jane Lynch : Io
- Sofia Vergara : Gabby Babblebrook
- Jonathan Morgan Heit : Kip Supernova
- Ricky Gervais : Mr. James Bing
- Steve Zahn : Hawk
- Chris Parnell : Hammer

### Voix québécoises
- François Trudel[1] : Gary Supernova
- Daniel Picard : Scorch Supernova
- Catherine Proulx-Lemay : Kira Supernova
- Tom-Eliot Girard : Kip Supernova
- Catherine Bonneau : Lena Thackleman
- Benoît Rousseau : Général Shanker
- Gilbert Lachance : Doc
- François L'Écuyer : Thurman
- Claudine Chatel : Io
- Eloisa Cervantes : Gabby Babblebrook
- Olivier Visentin : Hawk
- Guillaume Champoux : Hammer